# John Bullock Clark junior

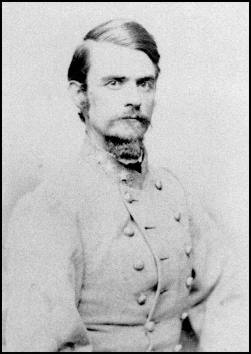
John Bullock Clark

John Bullock Clark, Jr. (* 14. Januar 1831 in Fayette, Howard County, Missouri; † 7. September 1903 in Washington, D.C.) war ein US-amerikanischer Politiker und Brigadegeneral der Konföderierten im Sezessionskrieg.

## Leben
Clark wurde 1831 als Sohn von John Bullock Clark, einem dreimaligen Mitglied im US-Repräsentantenhaus, geboren. Seine Ausbildung erhielt er an der Fayette Academy und der University of Missouri, bevor er zwei Jahre in Kalifornien verbrachte. Anschließend zog er an die Ostküste und studierte in Cambridge, Massachusetts, an der Harvard University, wo er 1854 in Rechtswissenschaften graduierte. Er wurde von der Anwaltskammer zugelassen und praktizierte ab 1855 bis zum Ausbruch des Sezessionskrieges in seiner Heimatstadt Fayette als Anwalt.

### Armee
Bei Kriegsbeginn trat er in die Armee der Konföderierten als Lieutenant ein und wurde schnell zum Captain und zum Major der 6. Missouri Infanterie befördert. Befördert zum Colonel bekam er das Kommando über eine Brigade übertragen, mit der er am 7. März 1862 an der Schlacht von Pea Ridge teilnahm. In der Folgezeit diente er hauptsächlich in Missouri und Arkansas unter dem Kommando von Generalmajor Hindman. 
Am 6. März 1864 wurde Clark zum Brigadegeneral befördert, nahm dann unter Generalmajor Marmaduke und Brigadegeneral Shelby am Mississippi-Feldzug teil.

### Politik
Nach dem Krieg führte er seine Praxis in Fayette weiter und wurde als Mitglied der Demokraten in den 43. und 44. US-Kongress (1873–1883) gewählt. Bei der Kandidatur für den 45. US-Kongress verlor er, blieb aber in Washington als Clerk des US-Repräsentantenhauses von 1883 bis 1889, als er sich von der Politik verabschiedete. Danach arbeitete er wieder als Anwalt in Washington bis zu seinem Tod am 7. September 1903.